# Tom Murton
Thomas O. Murton, mieux connu sous le nom de Tom Murton (1928 - 1990), était un pénaliste américain du XXe siècle. En 1969, il publia, avec Joe Hyams, Accomplices To The Crime: The Arkansas Prison Scandal, un livre sur la corruption du système pénal de l'Arkansas qui fut adapté au cinéma en 1980 dans Brubaker, un film mettant en vedette Robert Redford.